# Gesta Chuonradi II Imperatoris
Gesta Chuonradi II Imperatoris (pol. Chwalebne czyny cesarza Konrada II) – najważniejsze dzieło kronikarza i prezbitera dynastii salickiej Wipona opisujące panowanie Konrada II Salickiego .

## Historia
Dzieło Wipona datowane jest na lata 1046-1047 przypadające na koniec jego życia, które spędził przebywając przy granicy z Czechami.
W dziele notuje m.in. informację o Bolesławie Chrobrym: „Bolizlaus Sclavigena, dux Bolanorum”  czyli po polsku „Słowianin Bolesław, książę Polaków” .